# 1560.
1560. je sedmo desetletje v 16. stoletju med letoma 1560 in 1569. 